# Walther Löbering
Max Richard Walther Löbering (* 11., 12. oder 17. Juli 1885 in Plauen, Vogtland; † 22. Dezember 1969 in Maulbronn) war ein deutscher Maler, Grafiker, Bildhauer und Astronom.

## Leben
Walther Löbering besuchte das Realgymnasium in Plauen und studierte dann an der Kunstakademie Dresden als Meisterschüler von Carl Bantzer und Robert Sterl. In den Semesterferien folgte er Bantzer in die Willingshäuser Malerkolonie. Noch während des Studiums erhielt er zahlreiche Auszeichnungen. Sein Studium schloss er mit einer Studienreise nach Italien ab. Im Ersten Weltkrieg war er Soldat. 1914 heiratete er die Konzertviolonistin Lucie Eleonore Hohlfeld, mit der er drei Kinder hatte, und ließ sich spätestens 1919 in Fasendorf nieder. Von 1923 bis 1945 war er Lehrer an der Staatlichen Kunst- und Meisterschule für Textilindustrie in Plauen. Zu seinen Schülern zählten u. a. Manfred Feiler, Karl-Heinz Adler und Max Schneider. Nach 1945 war Löbering freischaffender Privatlehrer in seinem Heimatdorf Fasendorf.
Sein künstlerisches Schaffen umfasste anfangs nur Gemälde, er wandte sich aber bald auch der Grafik und der Bildhauerei zu. Künstlerische Bedeutung hat er vor allem durch sein malerisches Werk erlangt, so gilt er als „Altmeister der vogtländischen Malerei“.
Neben der Lehrtätigkeit und seiner künstlerischen Laufbahn interessierte er sich für Astronomie und richtete in Fasendorf seine eigene Sternwarte ein, in der er insbesondere den Jupiter beobachtete, die er aber auch der interessierten Öffentlichkeit zugänglich machte. Obwohl er sich sein astronomisches Wissen nur autodidaktisch angeeignet hatte, wurden seine Leistungen in der Fachwelt anerkannt. Die Deutsche Akademie der Wissenschaften zu Berlin zeichnete ihn 1954 für seine astronomischen Leistungen mit der Leibniz-Medaille aus.
1969 siedelte er nach Maulbronn über, wo er im Dezember 1969 starb.

## Schriften
- Jupiterbeobachtungen von 1926 bis 1964. In: Nova Acta Leopoldina, 34, 1969.